# Peter Esenwein
Peter Esenwein (ur. 7 grudnia 1967 w Göppingen) – niemiecki lekkoatleta specjalizujący się w rzucie oszczepem.
Czołowy niemiecki oszczepnik początku XXI wieku. Uczestnik Igrzysk Olimpijskich w Atenach, gdzie odpadł w eliminacjach. W 2006 zajął szóste miejsce podczas mistrzostw Europy w Göteborgu, a podczas finału lekkoatletycznego zajął trzecie miejsce. Rok później w Osace podczas mistrzostw świata odpadł w eliminacjach, a w finale lekkoatletycznym zajął ósme miejsce. Rekord życiowy: 87,20 (31 maja 2004, Rehlingen-Siersburg).